# Spider-Man 2099
Spider-Man 2099 est un personnage de fiction, un super-héros appartenant à l'univers de Marvel Comics. Créé par Peter David et Rick Leonardi, il apparaît pour la première fois dans le comic book Amazing Spider-Man #365 d'août 1992.
Ses aventures se déroulent dans un futur possible nommé Marvel 2099. Le Spider-Man de l'époque s'appelle Miguel O'Hara. Ce héros a eu sa série régulière, du même nom, jusqu'à ce que l'univers 2099 soit arrêté. Il est ensuite réapparu dans la série Captain Marvel, vol. 3 (1999-2002), # 27-30, permettant à Peter David de terminer des intrigues qu'il avait lancées.
Spider-Man 2099 a eu plusieurs versions alternatives, l'une d'elles fait partie de l'équipe les Exilés.

## Historique de publication

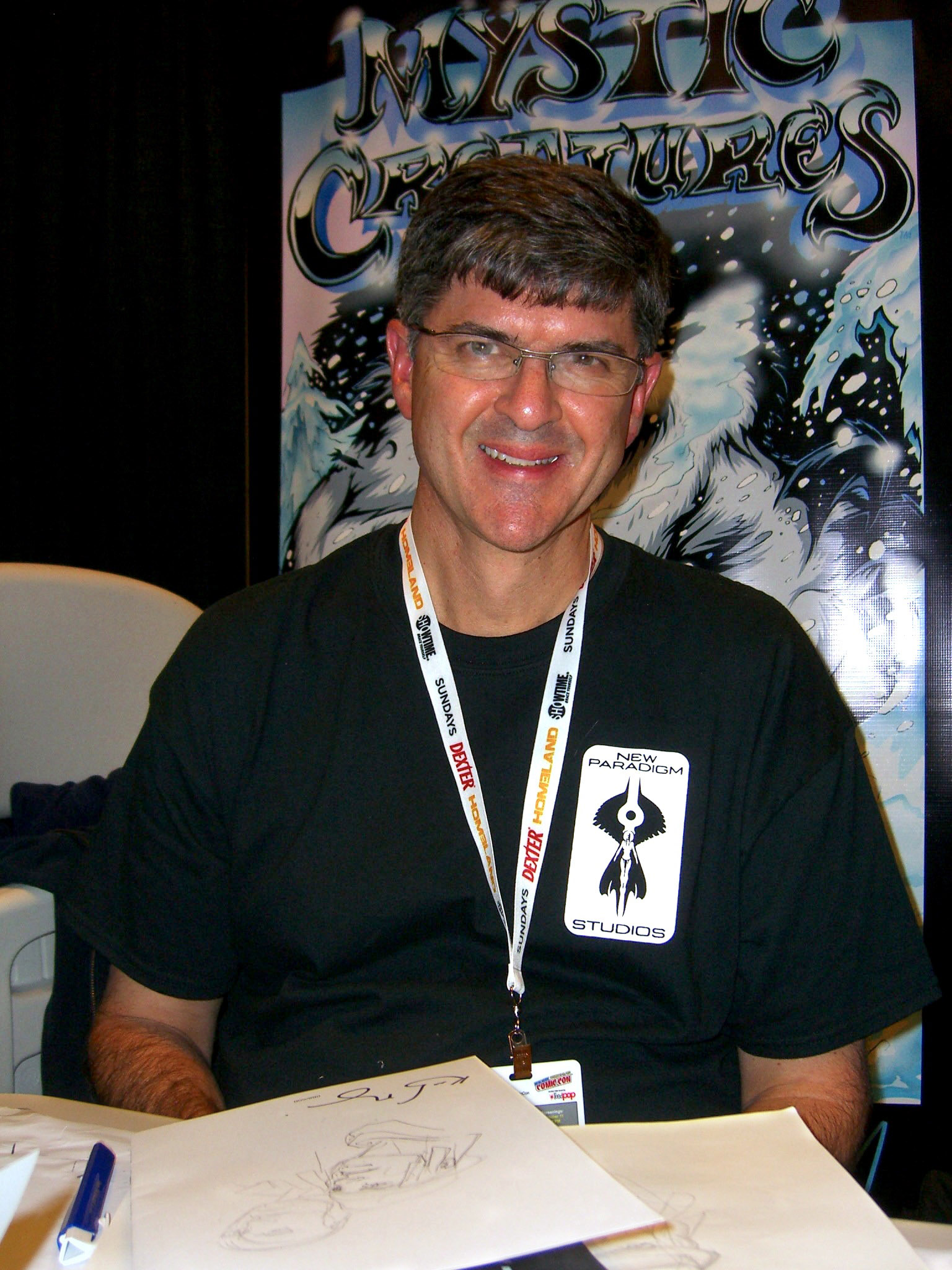
l'artiste Rick Leonardi au nouveaux studio du paradigmeparadigme

Créé par Peter David et Rick Leonardi, il apparaît pour la première fois dans le comic book Amazing Spider-Man #365 d'août 1992.
Bien qu'il ait eu deux adaptations réussies en jeu vidéo en 2010 et 2011, le directeur de la création de Marvel Joe Quesada, explique dans une interview d'avril 2011 que Spider-Man 2099 devrait rester cantonné à quelques apparitions dans les comics.

## Biographie du personnage
Le jeune Miguel O’Hara fut élevé sur la réalité alternative de la Terre-928, au cours d’une époque à venir après la fin de « l’Age héroïque ». Il grandit en compagnie de son excentrique mère, Conchata O’Hara, son jeune frère Gabriel et l’homme violent qu’il pensait être son père, George O’Hara. Brillant et précoce, Miguel obtint une bourse pour l’Ecole d’Alchemax pour Jeunes Surdoués (autrefois le quartier général des X-Men), dans le Comté de Wetchester, sous la poigne ferme de la directrice Angela Daskalakis. Là, il se lia d’amitié avec Xina Kwan, qui aida Miguel à se défendre contre Kron Stone, la brute de l’établissement et qui était aussi le fils du vice-président de la section recherches et développement d’Alchemax, Tyler Stone. Avec les encouragements de Kwan, Miguel rassembla son courage afin de faire expulser Kron Stone de l’école.
Des années plus tard, jeunes adultes, Miguel et Kwan sortirent ensemble jusqu’à ce que Miguel ait une aventure avec la petite amie de son frère Gabriel, Dana d’Angelo. Finalement, Miguel et Dana sortirent officiellement ensemble et se fiancèrent. Confiant et désormais plus sûr de lui, Miguel devint chef de projet du programme génétique d’Alchemax, effectuant des recherches directement inspirées par le héros Spider-Man de l’Age héroïque et impliquant des modifications de la structure génétique de divers animaux. Apprenant par Tyler Stone qu’il avait été empoisonné avec une drogue extrêmement addictive, le Rapture, pour le punir d’avoir donné sa démission à Alchemax qui venait d’utiliser un criminel comme cobaye pour les expériences de ces mêmes recherches, Miguel tenta de purger son corps du Rapture à un niveau génétique. En effet, une fois la drogue liée à son système, il aurait besoin de doses régulières jusqu’à la fin de sa vie, la drogue se fixant au niveau moléculaire. Comme seul Alchemax était autorisé à vendre légalement le Rapture, Miguel aurait alors été contraint de travailler de nouveau pour Alchemax ou d’acheter la drogue sur le marché noir. Son expérience, consistant à remettre génétiquement son corps à zéro, fut sabotée par son superviseur, jaloux de lui, Aaron Delgato, donnant accidentellement à Miguel de fabuleux pouvoirs arachnéens. Après une explosion dans le laboratoire, Delgato fit une chute apparemment mortelle pendant que Miguel prenait la fuite, découvrant ses nouveaux pouvoirs alors qu’il cherchait à échapper aux patrouilles de sécurité de l’Œil Public, financé par Alchemax. Un adorateur de Thor aida à Miguel à fuir, déclarant que l’apparition de « Spider-Man » était un présage du retour de son dieu. Tyler Stone engagea alors le chasseur de primes cyborg appelé Venture pour enquêter sur cet incident. Avec Venture sur ses traces, Miguel retourna dans son appartement des Babylon Towers, et dissimula sa véritable identité derrière un costume couvrant complètement son corps et qu’il avait acquis au festival mexicain du Jour des Morts. Après un rude combat, Spider-Man arracha les circuits de Venture. Racontant l’ensemble des récents événements à Lyla, son assistante holographique, Miguel réalisa que son futur n’avait jamais été aussi incertain.
Stone feignant d’ignorer la transformation de Miguel, celui-ci reprit son travail, espérant trouver un remède à son état ; mais Miguel découvrit progressivement l’importance de Spider-Man dans son monde, où son propre employeur était une source majeure de corruptions et d’oppressions. Il aida à sauver la vie de Karyn « Kasey » Nash, la nouvelle petite amie de son frère Gabriel, après qu’elle a été enlevée par un Samouraï Zaïbatsu, le Spécialiste, pour le compte d’Alchemax qui comptait utiliser la jeune femme pour de nouvelles expériences sur des humains. La victoire de Spider-Man sur le Spécialiste lui attira l’inimitié d’une autre grande compagnie, Stark-Fujikawa, et, épuisé après la bataille, il chuta jusque dans les bas-fonds de Nueva York, la Basse Ville, le domaine des oubliés et des indésirables, un quartier totalement indépendant du contrôle des grandes corporations mais dirigé par des gangs. Là, Spider-Man rencontre les cruels gangs des Chiens de Garde et de Fenris, les Thorites pleins d’espoir dans l’avenir, les Throwbacks assoiffés de justice et le plus grand des gangs, les Freakers, dirigés par un chef cannibale, le Vautour. Spider-Man rejeta la proposition du Vautour de s’associer ensemble pour combattre Alchemax et après un rude combat, au cours duquel il fut aidé par Kasey Nash, Gabriel O’Hara et les Throwbacks, il rentra chez lui. Pendant son absence, Dana d’Angela avait été contactée par Tyler Stone, afin d’unir sa société, Synthia, avec Alchemax. Miguel découvrit que Spider-Man était considéré comme un héros par sa mère, internée depuis plusieurs années (après s’être retrouvée seule au décès de son époux, à un jeune âge), et que son identité costumée avait inspiré la naissance du culte des Spiderites, composé de fidèles portant un costume à l’image de leur héros.
Après un nouvel affrontement avec le Vautour, le monde de Miguel fut bouleversé quand il échangea de place avec le Spider-Man (Peter Parker) de l’Age héroïque de la Terre-616, se réveillant à côté de l’épouse de ce dernier, Mary-Jane Parker, à cause des expériences de Fujikawa (sur la Terre-616) et de la Stark-Fujikawa (sur la Terre-928) sur un générateur d’énergie temporelle. Alors que Parker affrontait le Vautour de l’année 2099, Miguel combattait Venom (Eddie Brock). Les deux Spider-Men durent ensuite s’unir pour faire face au Bouffon vert (Robin Borne) de l’année 2211, capable de voyager dans le temps et originaire de la Terre-9500. Le père du Bouffon, le Spider-Man (Max Borne) de cette époque repoussa les bombes rétro-temporelles de sa fille vers les générateurs des sociétés Fujikawa et l’explosion qui s’ensuivit renvoya tous les protagonistes vers leurs univers respectifs.
Au cours des semaines qui suivirent, Miguel devint de plus en plus à l’aise dans son rôle de justicier costumé. Il mit un terme aux attaques de l’hyper-adaptable Mutagène (Gerald Bernardson), protégea la ville du désastre contre un super soldat russe de la Guerre froide récemment réveillé, Tchernobyl, lutta pour se libérer du contrôle mental électronique du programme Macroware, mis au point par le Dr Damian Fawcett, combattit un agent spécialement entraîné et lourdement équipé avec le Harnachement de Situation d’Urgence – ou SItuation Emergency GEar, soit SIEGE – et prit la défense de d’Angelo contre le monstrueux Man-Spider (Antoine Tarantella). Le mystérieux et amnésique Prophète du Net (autrefois connu sous le nom de Justice, ou John Roger Tensen de la Terre-148611, le « Neo-Univers ») fut libéré de l’Interespace après les expériences d’Irréalité Virtuelle de transfert d’Euromax, le prétentieux scientifique Jordan Boone, et attira le presque invincible Thanatos (un Rick Jones mégalomane doté de la Force Destin originaire de la Terre-9309) sur Alchemax, où il enleva Tyler Stone et Spider-Man. Le Prophète du Net sauva Spider-Man et, après avoir défendu ensemble la sœur de d’Angelo, le Père Jennifer d’Angelo, dans la Basse Ville contre le gang de Fenris, Tensen décida d’explorer ce nouveau monde.
Captain Marvel (Genis-Vell) et un Starfox très sérieusement blessé de l’Age Héroïque de la Terre-616 furent alors projetés en l’an 2099 de la Terre-928. Après avoir rencontré Spider-Man, Captain Marvel demanda à Miguel de leur servir de guide. A Alchemax, ils affrontèrent Thanatos, un combat qui projeta les trois adversaires dans le futur alternatif de la Terre-9200, sur laquelle régnait un Hulk malfaisant, le Maestro. Alors que Spider-Man luttait avec ce dernier, les autres héros triomphèrent de Thanatos, puis tous les héros retournèrent dans leurs lignes temporelles respectives.
Alors que Spider-Man combattait le sauvage Bloodsword et le gang de Fenris dans la Basse Ville, Lyla connaissait des dysfonctionnements pendant qu’à Alchemax, Stone tentait de séduire Dana d’Angelo. A son retour, Miguel, en compagnie de d’Angelo, se rendit sur la cité flottante d’Alchemax, Valhalla, où il semblait que Thor et Heimdall étaient réapparus, même s’il leur manquait la noblesse de leurs incarnations de l’Age héroïque. Le PDG d’Alchemax, Avatarr, avait en fait transformé des gens ordinaires en les Aésirs, totalement loyaux envers la corporation, afin d’éliminer les interférences croissantes des nouveaux justiciers costumés. Avec l’aide de Fatalis, de Ravage (Paul Phillip Ravage), du Punisher (Jake Gallows), des X-Men et de Loki (un Jordan Boone métamorphosé), les Aésirs furent finalement vaincus.
Alors que Miguel tentait de reprendre une vie normale, Lyla attaqua d’Angelo, apparemment dans une crise de jalousie. Dana et le reste de cité étaient en fait victimes de la démente entité du cyberespace appelée Discorde, qui tentait « d’aider l’humanité en la menant vers l’Armageddon ». Après avoir sauvé le dirigeant de Stark-Fujikawa, Hikaru-Sama, Miguel rejoignit Gabriel O’Hara (sous son identité de « Firelight ») dans le cyberespace et triompha de Discorde. Après cela, Gabriel O’Hara admit devant son frère qu’il avait démasqué son identité secrète depuis le début de la carrière de Spider-Man, ayant reconnu le costume du festival mexicain. Pendant ce temps, Kasey Nash était enlevée par SIEGE de Stark-Fujikawa et, pour payer la dette d’Hikaru-Sama envers Spider-Man, fut transformée en Payback, une guerrière cyborg conçue pour devenir une associée valable de Spider-Man. Combattant Risque, la sœur cyborg de Venture, Payback échoua, laissant Spider-Man seul face à leur ennemi, qu’il réussit malgré tout à vaincre. Gabriel O’Hara fut, de son côté, battu par les Flyboys d’Alchemax quand ils arrêtèrent Nash. Pendant ce temps, Miguel surprenait une conversation entre sa mère et Tyler Stone, celle-ci exigeant qu’il libère Nash s’il ne voulait pas que Conchata O’Hara ne prouve qu’il avait assassiné son ex-épouse, Nancy Stone. Là, Miguel apprit toute la vérité sur les récents événements de sa vie : le Rapture qu’il avait reçu n’avait été en fait qu’une simulation d’une durée réduite et surtout que Tyler Stone était son père biologique. Miguel s’éclipsa, profondément perturbé par ces découvertes.
Xina Kwan, la créatrice de Lyla, répara l’agent holographique, la programmant, par simple mesquinerie, pour insulter Dana d’Angelo dès qu’elle l’apercevrait. Vexée, celle-ci accusa un Miguel toujours ébranlé sur le plan émotionnel après ses récentes découvertes de sortir de nouveau avec Kwan. Après une dispute explosive, Miguel et d’Angelo rompirent. Plus tard, Spider-Man affronta l’androïde mercenaire Vlad l’Empaleur, qui avait pris pour cible un garçon appelé Gedde O’Hara (alors que Miguel avait cru que la cible était son frère Gabriel O’Hara) et, après Woodstock 2099, affronta le Major Jones, un dealer qui vendait une drogue permettant de se métamorphoser appelée le Caméléon. Pendant leurs vacances, Miguel et Kwan, maintenant officiellement de nouveau ensemble, rendirent visite à Nightshade, une corporation indépendante dirigée par leur ancienne directrice, Angela Daskalakis ; c’est alors qu’Alchemax tenta une prise de contrôle littéralement hostile en employant Mr Pembert, le Chasseur de Têtes et les six Corporate Raiders pour attaquer Daskalakis. Bien que l’ancien Flyboy, le Sergent Rico Estevez (alias le Sujet 394, surnommé Travesti), monstrueusement manipulé génétiquement, et Spider-Man prirent la défense de Nightshade, les Raiders réussirent dans leur projet, tuant Daskalakis au cours des combats. Packrat et son gang de pillards, les Fourrageurs, vinrent s’attaquer aux ruines de Nightshade, enlevant Spider-Man. Le gang proposa au héros de retrouver sa liberté s’il réparait un vieux robot appelé Junior. L’androïde, apparemment le corps inerte d’un Super-Adaptoïde, reconnut certains de ses souvenirs en Spider-Man et s’éveilla, adoptant la forme d’un amalgame de Spider-Man 2099, du Spider-Man et Du Venom de l’Age héroïque. Se rebaptisant Flipside, il se comporta comme un psychopathe instable. Héroïquement, Spider-Man sauva la vie de ses geôliers, laissant derrière Flipside en morceaux et décapité ; cependant, après le départ du héros, Flipside put se rassembler et renouvela son attaque contre le gang de Packrat. Lors de son retour vers chez lui, à travers le désert, Miguel fut de nouveau attaqué et c’est un Miguel épuisé, ayant fait un abominable cauchemar, que Kwan retrouva et ramena chez lui.
Miguel et Kwan firent une nouvelle tentative de prendre des vacances, cette fois à Mexico, où ils retrouvèrent Gabriel O’Hara et Kasey Nash (qui était persuadée que son petit ami n’était autre que Spider-Man). Là, un homme du nom de Fernando Morgez accomplit un rituel mystique pour ressusciter sa sœur Anita, conjurant par erreur des zombies en ranimant les cadavres d’un cimetière voisin. Spider-Man, temporairement rendu aveugle par le sort de Morgez à cause de ses yeux extrêmement sensibles, s’associa avec la Sorcière suprême, Strange, afin de mettre un terme à l’invasion de morts-vivants. Désespéré par son échec à s’amender pour son implication dans la mort de sa sœur, Morgez se suicida. Les quatre vacanciers rentrèrent chez eux, espérant retrouver un peu de normalité ; mais, au lieu de cela, ils découvrirent que les Etats-Unis avaient été conquis par Fatalis, qui envoya plusieurs officiers fédéraux enlever Miguel dans la voiture de Kwan. Amené jusqu’à la Maison Blanche, Miguel impressionna le Président Fatalis par sa confiance en lui-même. Avec toutes les corporations nationalisées sous le contrôle de Fatalis et Avatarr mort, Tyler Stone devint le Ministre des Corporations de Fatalis, tandis que Stone proposait à Miguel son poste de PDG d’Alchemax. Plus tard, alors que Spider-Man venait en aide à des Spiderites manifestants qui étaient brutalisés par des Chiens de Garde fédéraux, Fatalis lui offrit un poste dans son cabinet comme Ministre des Affaires Supranormales. A la même époque, dégoûtée par Tyler Stone et de sa relation douteuse avec d’Angelo, Conchata O’Hara surprit celui-ci dans son appartement et lui tira dessus à deux reprises.
A Nueva-York, les appels à la guerre de Bloodmace (la nouvelle identité de Bloodsword puis Bloodaxe) contre un Alchemax « sans chef » furent brutalement arrêtés par le retour du symbiote de Venom, qui le recouvrit d’un nuage ébène d’acide, ne laissant subsister que son squelette. Venom alla trouver un Tyler Stone hospitalisé, brûlant Miguel et infligeant une coupure à Dana d’Angelo. Spider-Man et des agents du SHIELD se lancèrent dans un féroce combat pour protéger Stone de Venom mais le monstre put prendre la fuite. Miguel, acceptant la promotion offerte par Stone, décida d’utiliser sa nouvelle position pour définir une nouvelle direction pour Alchemax, et, pour protéger son autre identité, ordonna aux forces du SHIELD de laisser Spider-Man tranquille. Venom refit surface et enleva Dana d’Angelo et Xina Kwan ; Venom libéra cette dernière tandis que Miguel, comme Spider-Man, trancha le bras de son ennemi. Venom prit de nouveau la fuite, reprenant Kwan avec lui, et Miguel autorisa le SHIELD à utiliser une force létale contre le criminel. Miguel partit de nouveau à la recherche de Venom et la bataille culmina au lieu touristique appelé l’Escher Club où Miguel avait rencontra d’Angelo pour la première fois. Cette dernière bouscula Venom, permettant à Kwan de s’échapper une nouvelle fois, mais d’Angelo fut tuée par les balles du SHIELD qui avaient traversé le corps de Venom. Alors que celui-ci échappait encore aux autorités, d’Angelo mourut dans les bras de Spider-Man. Miguel regagna Alchemax, demandant à ses chercheurs de trouver un moyen d’arrêter Venom. Etudiant un morceau du symbiote, Miguel réalisa que le symbiote ne supportait pas les ultrasons. Transmettant des sons à haute fréquence par le système d’annonces publiques, Spider-Man s’attaqua à un Venom affaibli, découvrant que, sous le symbiote, se cachait son demi-frère, Kron Stone. Miguel réussit à séparer Kron Stone de son symbiote et obtint une confession de sa part. Après avoir été abandonné pour mort par le Punisher, Kron Stone avait rencontré puis fusionné avec le symbiote muté, qui gisait endormi dans les égouts depuis un certain temps. Kron Stone avait alors simulé sa propre mort, et, ayant appris que son père avait survécu à une tentative d’assassinat, avait cherché à finir le travail.
Pendant ce temps, dans la Basse Ville, le Vautour et le mystérieux Bouffon attaquèrent Kasey Nash, dans le but de prouver que Spider-Man était désormais l’allié d’Alchemax et du système des corporations. Appelé à la Basse Ville par Gabriel O’Hara, Spider-Man affronta le Bouffon. Luttant contre les attaques hallucinogènes du Bouffon, Spider-Man s’échappa vivant de justesse. Le Bouffon rallia les citoyens de la Basse Ville contre Spider-Man en projetant des images du héros, extraites de leur contexte, l’impliquant comme laquais des corporations. Spider-Man quitta le quartier, dégoûté de l’ingratitude des gens, regagnant Nueva York où il découvrit que le règne du Président Fatalis touchait à son terme en constatant la chute de fragments des Plates-formes de Maintenance Environnementales (PME) depuis le ciel.
Après les funérailles de Dana d’Angelo, un Tyler Stone maintenant en fauteuil roulant, tenta de reprendre ses fonctions de PGD d’Alchemax. Miguel refusa de céder son poste, affirmant sa volonté de mener une politique humanitaire à la tête d’Alchemax pour aider la population et fit expulser Stone du bâtiment. Les tentatives de Stone de choquer Miguel en lui révélant qu’il était son père n’eurent aucun effet. Miguel découvrit que son rôle comme Spider-Man lui avait permis de faire ressortir le meilleur de lui et qu’il était temps pour lui de se comporter en héros même sans son costume de Spider-Man. A Alchemax, Miguel fut rejoint par sa mère passionnée qui se révéla être la meilleure candidate pour devenir son assistante de direction, réussissant même à gérer Buru, le violent représentant du Syndicat des Grogneurs.
Les problèmes des syndicats devinrent des problèmes mineurs pour Miguel quand les communications avec le projet New Atlantis, l’entreprise de recherche et d’habitation sous-marines d’Alchemax, furent coupées. Miguel apprit que sa société avait exploité les mutés aquatiques, les utilisant comme esclaves pour travailler. Les mutés, sous la direction de l’un d’entre eux appelé Mariner, se libérèrent ; et Roman, qui avait modelé son apparence en s’inspirant du légendaire Prince des Mers, se révolta. Déchiré entre sa loyauté envers sa société et le traitement peu éthique des mutés, Miguel décida d’entreprendre des négociations pacifiques ; cependant, Roman prit l’initiative de lancer l’offensive, noyant Nueva York et y envoyant un léviathan, Giganto. Spider-Man put maîtriser et emprisonner Roman et renvoya le monstre chez lui. Pendant ce temps, par le système d’holovidéo, Tyler Stone confrontait Conchata O’Hara sur sa tentative de meurtre, avouant à Miguel qu’il savait être son vrai père et admettant qu’il savait également depuis le début que Miguel et Spider-Man ne faisaient qu’un. Ironiquement, ces révélations rapprochèrent Miguel et sa mère.
Tentant de sauver le Père Jennifer Nash de la Basse Ville entièrement inondée, Spider-Man affronta de nouveau le Bouffon. Celui-ci se révéla être Gabriel O’Hara lui-même, motivé par la jalousie envers son frère. Le chaos se répandit à travers la ville alors que les Atlantes entraient en guerre et que le Vautour déclenchait des explosions afin de détruire le bâtiment d’Alchemax. Alors que Tyler Stone tentait de fuir vers une colonie martienne, il fut tué par un Atlante, le Général Dagim. Pendant que Spider-Man et le Père Jennifer réussissaient à s’échapper de la Basse Ville, Conchata O’Hara passa pour morte après avoir été officiellement assassinée et Alchemax fut détruit. Plus tard, Miguel devait apprendre que son frère était en réalité innocent, un métamorphe ayant adopté son apparence et vécut la vie de Gabriel pendant un temps avant de devenir le Bouffon; de même, la nouvelle de la mort de Conchata O’Hara était prématurée et elle œuvra à identifier le métamorphe.
Après la fonte des calottes glaciaires des deux pôles, un énorme déluge tua la plupart des habitants de la planète. Les survivants durent faire face à une nouvelle menace, venue de l’espace : les extra-terrestres techno-organiques de la Phalanx. Spider-Man travailla aux côtés de Fatalis dont la prévoyance permit de repousser l’invasion, mais au prix de sa propre vie. Alors que la société se relevait, Miguel rouvrit Alchemax et épousa Xina Kwan. Ensemble, ils réveillèrent Steve Rogers, lui offrant le marteau de Thor, Mjolnir. Abandonné dans l’espace, Rogers confia Mjolnir à Miguel, qu’il jugeait digne de brandir le marteau. Bien que non transformé physiquement par le marteau d’uru, Miguel acquit son extraordinaire puissance. Aidé secrètement de la personnalité du cyberespace Zéro Cochrane 2.0, Miguel dirigea la planète pendant le millénaire suivant, ouvrant la voie à une ère de prospérité sans précédent, de paix, de connaissances, de moralité et de progrès qui dépassa bientôt la Terre pour se répandre sur les mondes voisins. En 3099, Rogers fut de nouveau ramené à la vie et reçut le marteau des mains de Miguel, qui souhaitait se retirer. Le voyage de Miguel O’Hara d’un jeune adulte, arrogant et lâche, vers un super-héros puis un dirigeant et un modèle galactique était enfin achevé.

### Pouvoirs, capacités et équipement
Après la modification de son ADN avec celui d'une araignée [pas clair], Miguel O'Hara possède des capacités surhumaines telles que la force, la vitesse, l'endurance, l'agilité et la résistance. Il peut effectuer des sauts d’une dizaine de mètres. Tels les crochets d'une araignée, il possède des canines allongées qui sécrètent un venin paralysant. Ses doigts et ses orteils possèdent des griffes rétractables qu’il utilise pour grimper sur les murs. Ses deux avant-bras ont des canaux capables de sécréter des fils adhésifs d'une substance semblable à de la toile d'araignée. Miguel a un rythme de guérison accéléré. Ses sens sont extrêmement aiguisés. Il peut voir dans le noir, plus loin et suivre des objets se déplaçant rapidement. Il est devenu plus sensible à la lumière.
Spider-Man 2099 utilise un costume composé de molécules instables, capable de résister à ses griffes.

## Série de comics

### Historique de la série
Spider-Man 2099 est le premier titre Marvel 2099 et c'est celui qui a duré le plus longtemps avec 46 numéros,.

### Personnages de la série
- Miguel O'Hara : Spider-Man 2099
- Gabriel O'Hara : Frère de Miguel
- Tyler Stone : Directeur de la corporation Alchemax et père de Miguel
- Conchata O'Hara : Mère de Gabriel et Miguel
- Kasey Nash : Activiste anti-corporation, petite amie de Gabriel et fan de Spider-man
- Dana D'angelo : Fiancée de Miguel
- Xina : Première petite amie de Miguel, créatrice de Lyla et future épouse de Miguel
- Lyla : LYrate Lifeform Approximation est un hologramme serviteur de Miguel qui centralise les installations de son appartement. Elle peut prendre diverses apparences, la plus courante est celle de Marilyn Monroe.
- Kron Stone : Fils de Tyler Stone dont l'enfance est liée à celle de Miguel, il est son demi-frère et il est Venom.

### Titres de la série
1. Begin the Future History of...,	novembre 1992
2. Nothing Ventured, décembre 1992
3. Nothing Gained, janvier 1993
4. The Specialist, février 1993
5. Blood Oath, mars 1993
6. Downtown, avril 1993
7. Wing and a Prayer, mai 1993
8. Flight of Fancy, juin 1993
9. Home Again, Home Again, juillet 1993
10. Mother's Day, août 1993
11. Under Siege, septembre 1993
12. Death from on High, octobre 1993
13. Prophet and Loss, novembre 1993
14. Boiling Point, décembre 1993
15. Fall of the Hammer Prelude: The Rise of the Hammer, janvier 1994
16. Fall of the Hammer 1: The Hammer Strikes!, février 1994
17. Ye Gods, mars 1994
18. Blown Circuits, avril 1994
19. Meltdown, mai 1994
20. Crash and Burn, juin 1994
21. Parlor Games, juillet 1994
22. Did You Just Say…?, août 1994
23. No Fury, septembre 1994
24. Assault and Batteries, octobre 1994
25. Truth Hurts, novembre 1994
26. Hostile Takeover, décembre 1994
27. Deadly Nightshade, janvier 1995
28. Travesty, février 1995
29. Going Out of Business Sale, mars 1995
30. Bugaboo, avril 1995
31. Route 666, mai 1995
32. Day of the Dead, One Nation Under Doom, juin 1995
33. Strange Whine, One Nation Under Doom, juillet 1995
34. Mr. O'Hara Goes To Washington, One Nation Under Doom, août 1995
35. Blood From A Stone, One Nation Under Doom, septembre 1995
36. Venom, One Nation Under Doom, octobre 1995
37. It Tickled When We Kissed, One Nation Under Doom, novembre 1995
38. Silent Scream, One Nation Under Doom, décembre 1995
39. Brothers Keeper, janvier 1996
40. Judas Goat, février 1996
41. Despair, mars 1996
42. Earth, avril 1996
43. Water, mai 1996
44. The Last Dance, juin 1996
45. Drowning By Inches, juillet 1996
46. A House Divided, août 1996

### Récompense
La série a valu à Al Williamson l'Harvey Award du Meilleur encreur (Best Inker) de 1993 à 1995.

## Versions alternatives du personnage

### Les Exilés
Dans Exiles #75-76 World Tour: 2099, le super-vilain Protéus de la réalité House of M est poursuivi par les Exilés, une équipe de super-héros qui lutte contre les dommages causés aux réalités alternatives. Il arrive sur la Terre-928 et prend le contrôle du Hulk de cette réalité. Spider-Man 2099 aide les Exilés dans leur quête. Protéus lors d'un combat le démasque et son identité secrète est révélée au public. Le vilain s'échappe vers une autre réalité. Miguel O'Hara, dont l'identité est connu de tous, décide de se joindre aux Exilés et part à la poursuite du fugitif. Ces événements créent une divergence vers une nouvelle réalité nommée Terre-6375.

### Timestorm 2009-2099
Dans cette mini-série scénarisée par Brian Reed et illustrée par le dessinateur Eric Battle, les personnages et les concepts de Marvel 2099 sont réinterprétés et imaginés de manière différente,.

## Apparitions dans d'autres médias

### Jeux vidéo
- Dans les jeux vidéo Spider-Man: la revanche d'Electro (playstation) et Spider-Man (playstation), le costume de Spider-Man 2099 peut être porté par Peter Parker comme costume bonus.

- Dans le jeu vidéo Spider-Man : Le Règne des ombres (Spider-Man: Web of Shadows) de 2008, le costume de Spider-Man 2099 est un bonus pouvant être débloqué sur la version Wii[7].

- Dans le jeu vidéo Spider-Man : Dimensions (Spiderman: Shattered Dimensions) de 2010, Spider-Man 2099 est une des quatre versions jouables de Spider-Man. La dimension de l'univers Marvel 2099 est aussi représentée. En version originale, Dan Gilvezan prête sa voix au personnage[7],[8],[9].

- Dans le jeu vidéo Spider-Man : Aux Frontières du Temps (Spider-Man Edge of Time) de 2011, le joueur interprète Spider-Man / Peter Parker et Spider-Man 2099 / Miguel O'Hara. Ils doivent corriger le flot temporel pour empêcher la mort prématurée de Peter Parker et le futur catastrophique qui en découlerait. En version originale, Christopher Barnes prête sa voix au personnage de Spider-Man 2099[10],[11]. Peter David, l'un des créateurs de la série de comics Spider-Man 2099, s'est chargé du script et est heureux d'avoir pu faire interagir les deux personnages. Lorsqu'il a écrit la série, il a fait en sorte qu'O'hara soit l'opposé de Parker et il estime que grâce à ce jeu vidéo « les différences entre les deux personnages sont plus mises en relief[n 1] »[10].
- Dans le jeu mobile MARVEL Avengers Academy en 2016, lors d'un événement Spider-Man.

### Films

#### Spider-Man: New Generation
Miguel O'Hara apparait dans la scène post-générique de Spider-Man: New Generation, où il se rend sur la Terre-67 (l'univers de la série de 1967) avec un appareil de sa conception. Il tente de discuter avec le Spider-Man local et finit par se disputer avec lui.

#### Spider-Man: Across the Spider-Verse
Dans ce film, on apprend que Miguel O'Hara a créé une énorme organisation composée de Spider-Man alternatifs : La Spider-Society, qui veille sur l'équilibre du Multivers. 
Il a par ailleurs découvert une version alternative de son monde où il était mort mais avait une famille, il a donc essayé de prendre la place de son homologue pour vivre la vie de famille qu'il n'avait jamais eu, mais ça a eu pour conséquence la destruction de cet univers. Profondément marqué, il s'est juré de faire en sorte que tous les évènements, y compris tragiques, de la vie des Spider-Men aient lieu, pour éviter une nouvelle catastrophe.
Il apparait au début du film, aux côtés de Jessica Drew, pour arrêter une version alternative du Vautour arrivé par accident dans l'univers de Spider-Gwen. Malgré l'aide de cette dernière, il refuse de l'intégrer à la Spider-Society, mais sous l'insistance de Jessica, voyant la jeune fille perdue après avoir dévoilée son identité à son père, il finit par accepter. 
Quelque temps plus tard, il envoie Gwen dans la dimension de Miles pour surveiller la Tache, un vilain qui serait capable de voyager dans les dimensions. Cependant, distraite par Miles, la Tache finit par échapper à Gwen et à voyager dans le Multivers pour se renforcer. Peu après, il envoie une troupe de Spider-Men sur la Terre-50101 après que Miles a altéré involontairement l'histoire de cet univers en sauvant le capitaine Stacy local, alors qu'il aurait dû mourir.
Lors de sa rencontre avec Miles, il lui révèle que chaque Spider-Man doit passer par un évènement tragique afin d'assurer la survie de leur univers et que son intervention Terre-50101 risque de la détruire. Cependant quand Miles apprend que son père est destiné à mourir, il refuse cela et veut retourner chez lui, mais Miguel refuse de le laisser partir, estimant que cela doit arriver. Après que Miles s’est échappé, il enverra toute la Spider-Army après lui, et sous le coup de la colère il révèle à Miles qu'il est responsable du déséquilibre du Multivers, car il n'aurait jamais dû obtenir ses pouvoirs, l'araignée qui l'avait mordu étant originaire d'une autre dimension.
Miles finit par lui échapper. Toujours en colère, Miguel vire Spider-Gwen de la Spider-Society et la renvoie dans sa dimension et se rend sur Terre-1610 pour intercepter Miles avec Jess et Ben Reilly. Il ignore cependant que Miles a été envoyé dans la dimension d'origine de l'araignée : la Terre-42, un monde sans Spider-Man.

### Figurines
Toy Biz a créé une figurine Spider-Man 2099 dans la collection Spider-Man Classics.
Hasbro a créé une nouvelle figurine de Spider-Man 2099 dans la collection Marvel Legends en 2014, puis, en 2016, une autre figurine est créée, mais le design est celui des comics Marvel Now.
Spider-Man 2099 apparait dans le jeu de figurines a collectionner Heroclix dans :
- le set Amazing Spider-Man n° 049 (super rare)
- le set Fantastic Forces n° 096 (unique)